# Lex mitior
Lex mitior, literalmente "lei mais suave", é a expressão latina usada no direito penal para designar a lei mais benéfica ao acusado, contrapondo-se à expressão lex gravior.

## Utilização no Direito Penal Brasileiro
A aplicação do direito penal brasileiro é regida pelo princípio tempus regit actum, de acordo com o qual deve ser aplicada a lei vigente à época da conduta criminosa.
No entanto, caso uma lei mais benéfica (lex mitior) ao acusado de um crime entre em vigência após a realização da conduta, essa lei posterior deverá ser aplicada, excetuando-se a regra geral.

## Fonte
- JUNQUEIRA, Gustavo Octaviano Diniz, Direito Penal, 7ª edição, São Paulo: Premier Máxima, 2008, pp. 43–4.